# خالد عبدالناصر
خالد عبدالناصر (عربی: خالد عبد الناصر؛ ۱۳ دسامبر ۱۹۴۹ – ۱۵ سپتامبر ۲۰۱۱) فرزند پسر اول جمال عبدالناصر بود. او در سال ۱۹۷۱ لیسانس مهندسی شهری از دانشگاه قاهره و در ۱۹۷۴ کارشناسی ارشد خود را نیز از این دانشگاه در همان رشته گرفت و سرانجام سال ۱۹۷۹ دکترای برنامه‌ریزی ترابری خود را از دانشگاه لندن دریافت کرد. خالد عبد الناصر چند سال در دانشگاه قاهره تدریس کرد اما به جرم نقشه‌کشی برای ترور محکوم شد اما پس از دو سال تبعید در یوگسلاوی، تبرئه شد و به مصر بازگشت.

## آخرین روزهای زندگی و مرگ
در اواسط دهه ۱۹۹۰ پس از تحریم‌های بین‌المللی علیه عراق، ناصر ۱۶٫۶ میلیون دلار ارزش کوپن نفت صدام حسین را در برنامه «نفت برای غذا» با توجه به لیست ذینفعان بیش از هرکس دیگری در مصر دریافت کرد.
او بعدها پروفسور دانشکده مهندسی دانشگاه قاهره شد، شغلی که وی برای بقیه عمر خود داشت.
در فوریه ۲۰۱۱، در طی انقلاب مصر ۲۰۱۱، ناصر به تظاهرات طرفدار دموکراسی در میدان تحریر علیه مبارک و رژیم‌اش پیوست.